# Агротех (футбольний клуб)
Футбольний клуб «Агротех» — український аматорський футбольний клуб із села Тишківка Кіровоградської області. Виступає у чемпіонаті України серед аматорів. Домашні матчі приймає на стадіоні «Ліцей-Арена».

## Досягнення
- Чемпіонат України серед аматорів
  -  Чемпіон: 2023/24

- Кубок України серед аматорів
  -  Володар: 2024/25

- Чемпіонат Кіровоградської області
  -  Чемпіон: 2023.

- Кубок Кіровоградської області
  -  Володар: 2024